# 國際資源
國際資源集團有限公司，簡稱國際資源集團，以及國際資源（英語：G-Resources Group Limited，港交所：1051），在2009年6月3日，由智富能源金融（集團）有限公司更名而來。
現時業務是在印尼經營Martabe金銀礦項目，現時董事長為趙渡，總裁為Peter Geoffrey ALBERT。而總部位於香港灣仔港灣道26號華潤大廈45樓4501-02及4510室。

## 歷史

### 中華發展集團
1980年由創辦人郭應泉創立，前身為「富城包裝集團有限公司」，當時名稱為中華發展集團有限公司，簡稱中華發展集團，以及中華發展（英語：CHUNG HWA DEVELOPMENT HOLDINGS LIMITED，港交所除牌時1051.HK）。
業務包括中國內地和香港生產各種類容器，後來因為過度投資失利，於是在2000年4月初，由當時前星光電訊創辦人黃金富進行全面收購。

### 智富能源金融（集團）
2000年6月14日更名為智富能源金融（集團）有限公司，簡稱智富能源金融，以及智富能源金融（集團）（英語：Smart Rich Energy Finance (Holdings) Limited，港交所除牌時1051.HK）。
前身則為「星光數碼動力集團有限公司」、「星光生物科技（集團）有限公司」，以及「信用卡防盜系統（控股）有限公司」。
業務當時經營生物製藥、信用卡防盜產品、石油、資訊科技等，但由於生物產品受到爭議，再加上受到投資嚴重失利，於是2009年，趙渡、劉夢熊等有關人士，進行全面收購，並把Martabe金銀礦項目注入，在6月3日，正式改名為國際資源集團有限公司。

## 連結
- G-Resources.com （页面存档备份，存于）